# Bretwalda
Bretwalda ou brytenwealda est un terme vieil-anglais employé dans la Chronique anglo-saxonne, un ensemble d'annales compilé vers la fin du IXe siècle, pour désigner une série de huit souverains anglo-saxons ayant régné à partir du Ve siècle qui sont censés avoir dominé une grande partie ou la totalité de la Grande-Bretagne anglo-saxonne. Cette liste reprend celle des sept rois ayant exercé un imperium proposée par Bède le Vénérable dans son Histoire ecclésiastique du peuple anglais (achevée en 731) en y ajoutant un huitième nom, celui d'Ecgberht, roi du Wessex au début du IXe siècle.
Longtemps considéré par les historiens comme un titre officiel porté par ces monarques, le concept de bretwalda tend à être considéré depuis la fin du XXe siècle comme une construction historiographique artificielle, qui témoigne néanmoins de la persistance du concept de « Bretagne » après la fin de la période romaine.

## Étymologie
Le terme apparaît sous la forme bretwalda dans le manuscrit A de la Chronique anglo-saxonne, mais brytenwalda ou bretenanwealda dans les autres versions de ce texte. La dérivation du mot est incertaine, mais sa première syllabe semble liée aux noms « breton » et « Bretagne », tandis que la seconde fait référence à la domination (elle est apparentée au verbe anglais moderne wield « manier, exercer »). Bretwalda signifierait donc vraisemblablement « seigneur des Bretons » ou « seigneur de Bretagne ». Une autre possibilité, avancée au XIXe siècle par John Mitchell Kemble, dérive la première partie du mot du verbe breotan « distribuer », et le traduit par « régnant largement » (« widely ruling »),.

## Les huit bretwaldas

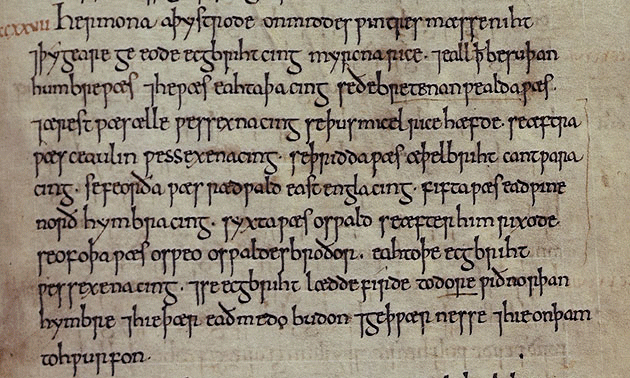
L'entrée de la Chronique anglo-saxonne pour l'année 827 liste huit bretwaldas.

L’Histoire ecclésiastique du peuple anglais de Bède le Vénérable, terminée en 731, dénombre sept rois ayant exercé ce qu'il appelle l'imperium :
1. Ælle de Sussex (mort vers 514 ?)
2. Ceawlin de Wessex (mort vers 593)
3. Æthelbert de Kent (mort en 616)
4. Rædwald d'Est-Anglie (mort vers 624)
5. Edwin de Deira (mort en 632/633)
6. Oswald de Bernicie (mort en 641/642)
7. Oswiu de Northumbrie (mort en 670)

Au IXe siècle, la Chronique anglo-saxonne reprend la liste de Bède et y ajoute un huitième roi :
1. Egbert de Wessex (mort en 839)

## Usage par les Anglo-Saxons
La Chronique anglo-saxonne, compilée au Wessex à la fin du IXe siècle, présente la première apparition connue du terme bretwalda dans son entrée pour l'année 827. Il n'existe aucune attestation antérieure de ce terme, qui pourrait donc être postérieur à la réalité qu'il décrit. Bède, qui sert clairement de source au compilateur de la Chronique, écrit en latin et n'emploie jamais ce mot.
Les deux listes omettent de manière significative les puissants rois de Mercie des VIIe et VIIIe siècles. Ainsi, Bède ne mentionne pas Penda (mort en 655), pas plus que le compilateur de la Chronique ne fait de place à Æthelbald (mort en 757) et Offa (mort en 796). Leurs listes reflètent en cela les biais de leurs auteurs : le moine northumbrien Bède n'a guère de raisons de vouloir glorifier Penda, roi païen responsable de la mort de deux rois de Northumbrie, tandis que l'auteur de la Chronique, qui travaille sous les auspices d'Alfred le Grand, cherche avant tout à glorifier la maison de Wessex.
En somme, il est improbable que le titre de bretwalda ait eu une existence en dehors de l'imagination de ce chroniqueur. Il reflète néanmoins la persistance du concept de « Bretagne » en tant qu'entité propre, ayant vocation à être envisagée comme un tout, dans la continuité de la province romaine de Bretagne. Il est significatif que, si les pièces et chartes présentent fréquemment le titre de rex Britanniae, celui qui est effectivement employé après l'unification de l'Angleterre est rex Angulsaxonum, « roi des Anglo-Saxons ».

## Interprétations par les historiens
La présence du mot bretwalda dans la Chronique anglo-saxonne a longtemps incité les historiens à le considérer comme un « titre » effectif pris par les suzerains de l'Angleterre. Cette théorie s'avère particulièrement attirante, car elle pose les fondations d'une monarchie « anglaise ». L'historien Frank Stenton (1880-1967) déclare, au sujet de l'auteur de la Chronique anglo-saxonne, que « son imprécision est largement compensée par sa préservation du titre anglais appliqué à ces rois exceptionnels ». Il poursuit en affirmant que le terme bretwalda « s'accorde avec les autres preuves démontrant l'origine germanique des toutes premières institutions anglaises ».
Cette vision des choses est battue en brèche à la fin du XXe siècle. En 1991, Steven Fanning affirme qu'« il est improbable que ce terme ait jamais existé comme titre, ou ait été d'usage commun dans l'Angleterre anglo-saxonne ». En 1995, Simon Keynes le décrit comme « une construction artificielle, dépourvue d'existence concrète ». Le concept de bretwalda devient ainsi intéressant pour la manière dont il illustre l'état d'esprit d'un chroniqueur du IXe siècle, la manière dont il interprète l'histoire de son île et s'efforce d'y faire une place à la maison de Wessex.